# 約定
約定（やくじょう）とは、金融取引において、買いまたは売りの注文が執行されて売買が成立することを言う。
成行注文ではその条件が緩いため、多くの場合、注文直後に約定することが多いが、指値注文では実勢価格が条件に届かず約定しないこともある。

## 約定日（取引日）と決済日
約定日は取引日（英: trade date）を意味するが、実際の金品の受け渡し（決済）をする受渡日（決済日、英: settlement date）は、約定日（取引日）の後日になることが多い。
約定日と決済日の関係はT+数字と表現される。
T+0
約定日の当日が決済日（約定の即日に決済）。オーバーナイト取引（スタート）等。
T+1
約定日の翌営業日が決済日。日本国債や米国債の取引、トゥモロー・ネクスト取引（スタート）等。
T+2
約定日の2営業日後が決済日。日本の株式や社債の取引、直物為替（スポット取引）、スポット・ネクスト取引（スタート）等。

## 約定率
約定率は注文回数に占める取引成立数の割合を意味する。
100回の注文に対し、95回取引が成立した場合の約定率は95%となる。

## 約定スピード
約定スピードは注文が出されてから、取引が成立するまでの速さを指す。
注文から取引成立(約定)までの時間差はスリッページと呼ばれる。